# George Pomeroy Colley

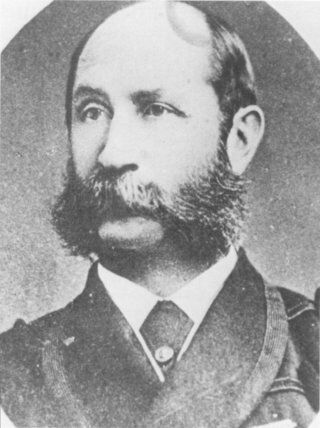
Sir George Pomeroy Colley brit tábornok

Sir George Pomeroy Colley (Rathangan, Írország, 1835. november 1. - Majuba-hegy, Dél-Afrika, 1881. február 27.) angol tábornok, aki az első búr háború angol katonai vezetője volt.

## Élete
Pomeroy Colley harmadik gyermekként született, George Pomeroyjal Colley fiaként, Cyldare megye területén, Írországban.
1852-ben belépett a hadseregbe, és ott huzamosabb ideig szolgált zászlósként.
1854-1860 között a hadsereg katonájaként Dél-Afrikában harcolt.
1860-ban Kínában ment, hogy csatlakozzon az angol-francia expedíciós erőkhöz. Részt vett a Taku erődítmények elfoglalásában.
1870-ben hivatalban dolgozott, és segített előkészíteni Lord Cardwell katonai reformjait.
A búr háború előtt még Indiában és Ázsia más területein (így az angol-afgán háborúban) is harcolt.

### A búr háborúban
Colley remek katona volt, de a dél-afrikai harcok során nagy hibákat követett el, lebecsülte a búrokat, és nem számított rá, hogy meglephetik. A búrok valóban nem voltak katonaviselt emberek, fegyverzetüket is jobbára otthon használt lőfegyverek tették ki. Colley úgy gondolta, hogy a búrok, akiknek tüzérségük se volt, nem képesek szervezett ellenállásra. A búrok ellenben kiválóan ismerték a területeket, és szinte észrevétlenül megfigyelés alatt tudták tartani a brit csapatok hadmozdulatait, akiket már messziről láthattak a vörös egyenruhájukban. A búrok nem a megszokott módon harcoltak, mint a brit reguláris csapatok, nem egy tömegben hajtották végre támadásaikat, hanem külön-külön, szétszóródva. A búrok mindig az előnyös pozíciókat keresték, a jó fedezékeket, ahol megcélozhatták az ellenséget. Mivel ruhájuknak köszönhetően is szinte beleolvadtak a csatatér környezetébe, a messzebb és ráadásul egyetlen pozícióban álló britek nem tudták észrevenni őket, így a búrok távolról tizedelték meg az ellenség sorait.
Colley csapatai először Philip Robert Anstruther alezredes parancsnoksága alatt, a bronkhorstspruiti csatában szenvedtek vereséget a búroktól. Később a Laing’s Nek-i csata során maga Colley tábornok szenvedte el a következő vereséget, amely során a búr gerillák 84 katonáját lőtték agyon. Vereséget szenvedett a schuinshoogtei csatában is.
Colley nem tudta legyőzni a búr ellenállókat, akik 1881. február 27-én a Majuba-hegyi csata során áttörték a brit védelmet és megölték a tábornokot. Colley-t egy puskagolyó találta el a homlokán. Az angolok sebésze Edward Mahon segített a búroknak azonosítani a holttestét. Ezután a parancsnokot Natalban, a búrok földjén temették el.
Miután Colley elesett, a háború eldőlt, következménye az lett, hogy az Egyesült Királyság sokkal komolyabban vette a dél-afrikai kérdést.